# Todde, Todde, proč jsi mě opustil?
Todde, Todde, proč jsi mě opustil? (v anglickém originále Todd, Todd, Why Hast Thou Forsaken Me?) je 9. díl 31. řady (celkem 671.) amerického animovaného seriálu Simpsonovi. Scénář napsali Tim Long a Miranda Thompsonová a díl režíroval Chris Clements. V USA měl premiéru dne 1. prosince 2019 na stanici Fox Broadcasting Company a v Česku byl poprvé vysílán 1. září 2020 na stanici Prima Cool.

## Děj
Nedovi se zdá sen o jeho zesnulé manželce Maude Flandersové. Ned pláče a ptá se Todda, jestli někdy sní o své matce. Todd přiznává, že si už nepamatuje, jak vypadá.
Poté, co rodina zhlédla vánoční videonahrávku své rodiny, aby si Todd na vzhled Maude vzpomněl, začne pochybovat o tom, že by Maude byla na lepším místě.
V kostele reverend Lovejoy vyzve děti, aby pověděly, co by řekly Ježíškovi, kdyby se s ním setkaly. Todd by mu naštvaně řekl: „Jdi se vycpat! Maminka umřela a nikdy se nevrátí,“ a dodal, že na pánbíčka nevěří. Lidé v kostele jsou šokováni kromě Lízy Simpsonové, která Toddovi dává palec nahoru.
Ned je šokován a pokárá jej, Todd však stále zpochybňuje existenci Boha. Následujícího rána Todd odmítá říct „amen“ po modlitbě při snídani a Ned se v duchu ptá sám sebe, kde by se Todd mohl znovu naučit bohabojnosti. Poté, co Ned viděl Barta, který venku zavřel Homera ve spodním prádle a nechtěl jej pustit domů, požádá Simpsonovy, aby se o Todda dočasně postarali a pomohli mu znovu objevit jeho víru v Boha. Nikomu se to však nedaří.
Todd řekne Homerovi, že nevěří, protože jeho matka se už nikdy nevrátí, a zeptá se Homera, jestli ví, co cítí. Homer si pamatuje, jak ho jeho matka Mona také opustila. Homer se jde opít k Vočkovi a překvapivě se setká s Nedem. Opijí se a srazí je auto Hanse Krtkovice.
V nebi je vítá Nedova druhá manželka Edna Krabappelová a Maude, Jan Křtitel a Bůh. Po rozhovoru s Abrahamem Lincolnem je Bůh informuje, že jejich těla ještě nejsou zcela mrtvá. Jsou v kómatu se svými rodinami na nemocničních lůžkách. Bart se modlí k Bohovi, ať jeho otec i nadále žije. Poté se rozhodne pomodlit i Todd k Bohu a Buddhovi zároveň. Ned se pomalu vrací do svého těla a mizí z nebe. Homera poté Mona potká v nebi a konečně má šanci se s ní rozloučit, než se také probudí do svého těla a rodiny se shledají.
V noci Rod a Todd sní o tom, že je Maude uloží ke spánku, zatímco duch Edny na Neda vyjekne „ha“.

## Kritika
Dennis Perkins z The A.V. Clubu dal této epizodě hodnocení B− a uvedl, že díl, který podle něj vtipně rozvíjí příběh Neda Flanderse a jeho rodiny, je pro něj něčím zajímavým.
Tony Sokol, kritik Den of Geek, dal této epizodě čtyři a půl hvězdičky z pěti a napsal: „Je to perfektní díl stejně v jakékoli moderní epizodě Simpsonových.“